# Aplasta ononaria
Aplasta ononaria là một loài bướm đêm thuộc họ Geometridae. Loài này có ở Nam Âu tới Anatolia và từ Anh tới các nước Baltic.
Sải cánh khoảng 26–31 mm. Chiều dài cánh trước khoảng 13–14 mm. Loài bướm này bay từ tháng 6 tới tháng 9 tùy địa điểm.
Ấu trùng ăn các loài Ononis.

## Hình ảnh

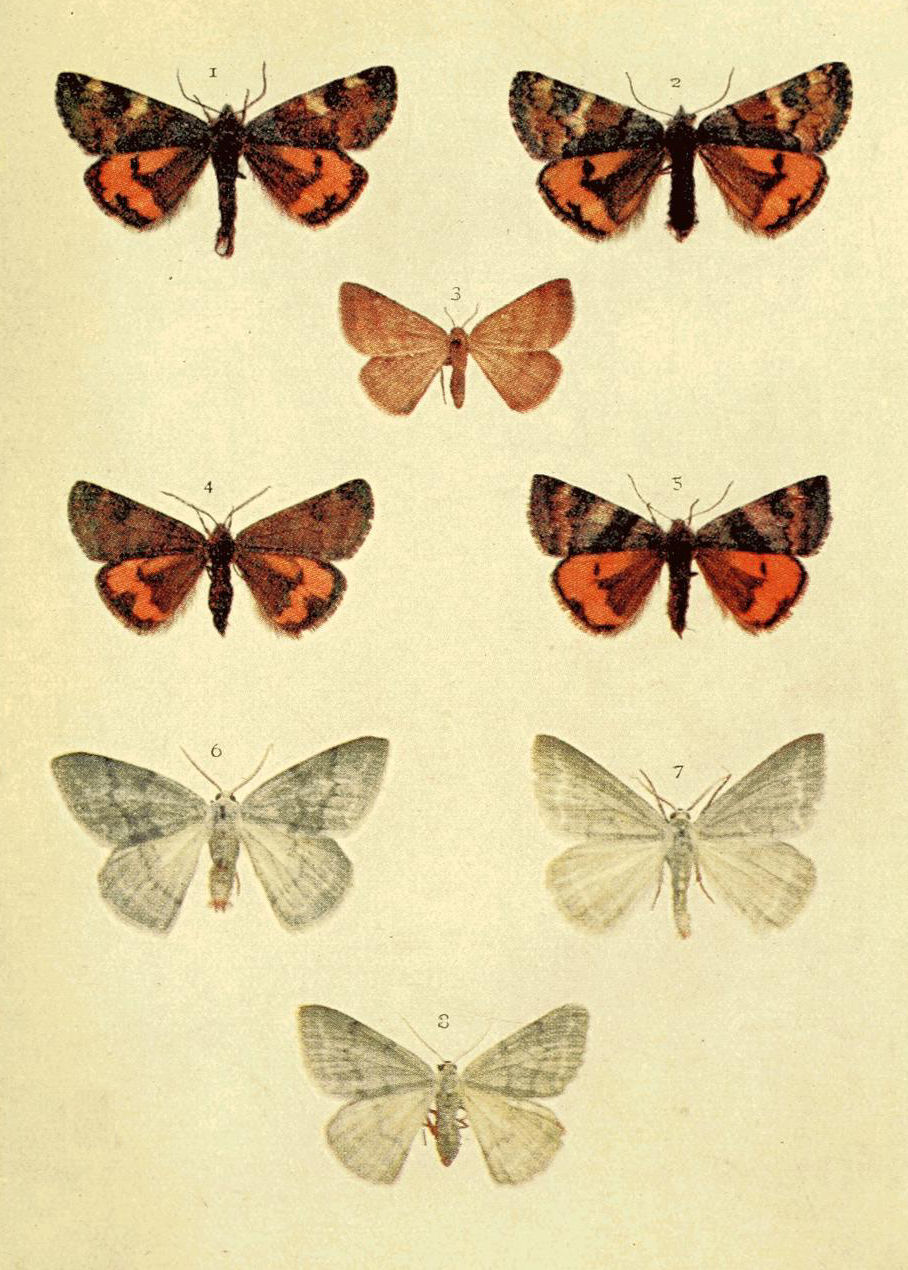